# Rafael Uzcátegui
Rafael Guillermo Uzcátegui Golding (Puerto Ordaz, 4 ottobre 2004) è un calciatore venezuelano, difensore del Philadelphia Union II e della nazionale venezuelana.

## Carriera

### Club
Uzcátegui è cresciuto nel settore giovanile del Mineros ed ha debuttato in prima squadra il 14 ottobre 2021 nell'incontro di Primera División vinto 3-0 contro il Lala. Nella seconda metà della stagione successiva si è guadagnado un posto nella formazione titolare ed il 10 settembre 2022 ha segnato il suo primo gol nella trasferta vinta 3-2 contro il Deportivo Lara.
Nel gennaio del 2024 è stato acquistato a titolo definitivo dal Boyacá Chicó.

### Nazionale
Nel gennaio del 2023 è stato convocato dalla nazionale venezuelana Under-20 per disputare il campionato sudamericano di categoria; successivamente ha giocato anche nella nazionale venezuelana Under-23. Il 10 dicembre dello stesso anno ha debuttato con la nazionale maggiore giocando da titolare l'amichevole contro la Colombia persa 1-0.

## Statistiche
Statistiche aggiornate al 3 gennaio 2025.

### Presenze e reti nei club
| Stagione        | Squadra         | Campionato      | Campionato | Campionato | Coppe nazionali | Coppe nazionali | Coppe nazionali | Coppe continentali | Coppe continentali | Coppe continentali | Altre coppe | Altre coppe | Altre coppe | Totale | Totale | Totale |
| Stagione        | Squadra         | Comp            | Pres       | Reti       | Comp            | Pres            | Reti            | Comp               | Pres               | Reti               | Comp        | Pres        | Reti        | Pres   | Reti   |        |
| --------------- | --------------- | --------------- | ---------- | ---------- | --------------- | --------------- | --------------- | ------------------ | ------------------ | ------------------ | ----------- | ----------- | ----------- | ------ | ------ | ------ |
| 2021            | Mineros         | PD              | 1          | 0          | CV              | 0               | 0               | -                  | -                  | -                  | -           | -           | -           | 1      | 0      |        |
| 2022            | Mineros         | PD              | 15         | 1          | CV              | 0               | 0               | -                  | -                  | -                  | -           | -           | -           | 15     | 1      |        |
| 2023            | Mineros         | PD              | 21         | 1          | CV              | 0               | 0               | -                  | -                  | -                  | -           | -           | -           | 21     | 1      |        |
| Totale Mineros  | Totale Mineros  | Totale Mineros  | 37         | 2          |                 | 0               | 0               |                    | -                  | -                  |             | -           | -           | 37     | 2      |        |
| 2024            | Boyacá Chicó    | A               | 25         | 0          | CC              | 0               | 0               | -                  | -                  | -                  | -           | -           | -           | 25     | 0      |        |
| Totale carriera | Totale carriera | Totale carriera | 62         | 2          |                 | 4               | 1               |                    | -                  | -                  |             | -           | -           | 66     | 2      |        |

### Cronologia presenze e reti in nazionale
| Cronologia completa delle presenze e delle reti in nazionale ― Venezuela | Cronologia completa delle presenze e delle reti in nazionale ― Venezuela | Cronologia completa delle presenze e delle reti in nazionale ― Venezuela | Cronologia completa delle presenze e delle reti in nazionale ― Venezuela | Cronologia completa delle presenze e delle reti in nazionale ― Venezuela | Cronologia completa delle presenze e delle reti in nazionale ― Venezuela | Cronologia completa delle presenze e delle reti in nazionale ― Venezuela | Cronologia completa delle presenze e delle reti in nazionale ― Venezuela |
| Data                                                                     | Città                                                                    | In casa                                                                  | Risultato                                                                | Ospiti                                                                   | Competizione                                                             | Reti                                                                     | Note                                                                     |
| ------------------------------------------------------------------------ | ------------------------------------------------------------------------ | ------------------------------------------------------------------------ | ------------------------------------------------------------------------ | ------------------------------------------------------------------------ | ------------------------------------------------------------------------ | ------------------------------------------------------------------------ | ------------------------------------------------------------------------ |
| 10-12-2023                                                               | Fort Lauderdale                                                          | Colombia                                                                 | 1 – 0                                                                    | Venezuela                                                                | Amichevole                                                               | -                                                                        | 25’                                                                      |
| Totale                                                                   |                                                                          | Presenze                                                                 | 1                                                                        |                                                                          | Reti                                                                     | 0                                                                        |                                                                          |